# پایگاه هوایی اسپنگدالم
پایگاه هوایی اسپنگدالم (به انگلیسی: Spangdahlem Air Base) یک پایگاه هوایی متعلق به ناتو تحت اجاره نیروی هوایی ایالات متحده در نزدیکی تری‌یر کشور آلمان می‌باشد.